# Lijst van 3FM Megahits in 2020
Deze hits waren in 2020 3FM Megahit op NPO 3FM:
| Nr.  | Week            | Artiest                                                                               | Titel                                                                                 |
| ---- | --------------- | ------------------------------------------------------------------------------------- | ------------------------------------------------------------------------------------- |
| -    | Week 1          | Geen 3FM Megahit                                                                      | Geen 3FM Megahit                                                                      |
| 1334 | Week 2          | Chef'Special                                                                          | Trouble                                                                               |
| 1335 | Week 3          | Celeste                                                                               | Stop This Flame                                                                       |
| 1336 | Week 4          | Georgia                                                                               | 24 Hours                                                                              |
| 1337 | Week 5          | Eefje de Visser                                                                       | Oh                                                                                    |
| 1338 | Week 6          | Fontaines D.C.                                                                        | Liberty Belle                                                                         |
| 1339 | Week 7          | Gorillaz, Slowthai & Slaves                                                           | Momentary Bliss                                                                       |
| 1340 | Week 8          | Thijs Boontjes                                                                        | Deze Nacht (All Night Long)                                                           |
| 1341 | Week 9          | The Strokes                                                                           | Bad Decisions                                                                         |
| 1342 | Week 10         | King Princess                                                                         | Ohio                                                                                  |
| 1343 | Week 11         | Dio & Gerson Main                                                                     | Luchtkastelen                                                                         |
| 1344 | Week 12         | Blossoms                                                                              | If You Think This Is Real Life                                                        |
| 1345 | Week 13         | Froukje                                                                               | Groter dan ik                                                                         |
| 1346 | Week 14         | Nothing But Thieves                                                                   | Is Everybody Going Crazy?                                                             |
| 1347 | Week 15         | Disclosure                                                                            | Tondo                                                                                 |
| 1348 | Week 16         | Marcus Mumford                                                                        | You'll Never Walk Alone                                                               |
| 1349 | Week 17         | Typhoon & Freez                                                                       | Alles is gezegend                                                                     |
| 1350 | Week 18         | Twenty One Pilots                                                                     | Level of Concern                                                                      |
| 1351 | Week 19         | The 1975                                                                              | If You're Too Shy (Let Me Know)                                                       |
| 1352 | Week 20         | Someone                                                                               | You Live in My Phone                                                                  |
| 1353 | Week 21         | Georgia                                                                               | Started Out                                                                           |
| 1354 | Week 22         | Harry Styles                                                                          | Watermelon Sugar                                                                      |
| 1355 | Week 23         | Maverick Sabre & Jorja Smith                                                          | Slow Down (Vintage Culture & Slow Motion Remix)                                       |
| 1356 | Week 24         | Celeste                                                                               | I Can See the Change                                                                  |
| 1357 | Week 25         | EUT                                                                                   | Had Too Much                                                                          |
| 1358 | Week 26         | Sofi Tukker & Gorgon City                                                             | House Arrest                                                                          |
| -    | Week 27         | Geen 3FM Megahit in verband met de Festival Top 999                                   | Geen 3FM Megahit in verband met de Festival Top 999                                   |
| 1359 | Week 28         | Goldband                                                                              | De wereld                                                                             |
| 1360 | Week 29         | Dio & Glen Faria                                                                      | Perfect                                                                               |
| 1361 | Week 30         | Khruangbin                                                                            | Pelota                                                                                |
| 1362 | Week 31         | Disclosure, Slowthai & Aminé                                                          | My High                                                                               |
| 1363 | Week 32         | Billie Eilish                                                                         | My Future                                                                             |
| 1364 | Week 33         | Beabadoobee                                                                           | Care                                                                                  |
| 1365 | Week 34         | Tame Impala                                                                           | Is It True                                                                            |
| 1366 | Week 35         | Glass Animals                                                                         | Heat Waves                                                                            |
| 1367 | Week 36         | London Grammar                                                                        | Baby It's You                                                                         |
| 1368 | Week 37         | Disclosure & Fatoumata Diawara                                                        | Douha (Mali Mali)                                                                     |
| 1369 | Week 38         | FINNEAS                                                                               | What They'll Say About Us                                                             |
| 1370 | Week 39         | Nothing but Thieves                                                                   | Impossible                                                                            |
| 1371 | Week 40         | Bastille                                                                              | Survivin'                                                                             |
| 1372 | Week 41         | Rondé                                                                                 | Get to You                                                                            |
| 1373 | Week 42         | Romy                                                                                  | Lifetime                                                                              |
| 1374 | Week 43         | Tate McRae                                                                            | You Broke Me First                                                                    |
| 1375 | Week 44         | Bob Moses                                                                             | The Blame                                                                             |
| 1376 | Week 45         | Harry Styles                                                                          | Golden                                                                                |
| -    | Week 46         | Geen 3FM Megahit in verband met de Top 1000 van deze Eeuw                             | Geen 3FM Megahit in verband met de Top 1000 van deze Eeuw                             |
| 1377 | Week 47         | Billie Eilish                                                                         | Therefore I Am                                                                        |
| 1378 | Week 48         | Foo Fighters                                                                          | Shame Shame                                                                           |
| 1379 | Week 49         | Bicep                                                                                 | Apricots                                                                              |
| 1380 | Week 50         | Girl in Red                                                                           | Two Queens in a King Sized Bed                                                        |
| 1381 | Week 51         | Smith & Burrows                                                                       | Parliament Hill                                                                       |
| -    | Week 52 Week 53 | Geen 3FM Megahit in verband met de 3FM Serious Request-week en de Top Serious Request | Geen 3FM Megahit in verband met de 3FM Serious Request-week en de Top Serious Request |

1993 · 
1994 ·
1995 · 
1996 ·
1997 ·
1998 ·
1999 ·
2000 ·
2001 ·
2002 ·
2003 ·
2004 ·
2005 ·
2006 ·
2007 ·
2008 ·
2009 ·
2010 ·
2011 ·
2012 ·
2013 ·
2014 ·
2015 ·
2016 ·
2017 ·
2018 ·
2019 ·
2020 ·
2021 ·
2022 ·
2023 ·
2024 ·
2025